# The Daily Grind
The Daily Grind is het vierde ep van de Amerikaanse punkband No Use for a Name. Het is tevens ook het eerste album dat de band via Fat Wreck Chords heeft laten uitgeven. Het album kwam uit op 31 mei 1993.

## Nummers
1. "Until It's Gone" - 3:50
2. "Old What's His Name" - 2:18
3. "Permanent Rust" - 2:31
4. "Biomag" - 1:30
5. "Countdown" - 3:52
6. "Hazardous to Yourself" - 3:05
7. "The Daily Grind" - 2:21
8. "Feeding the Fire" - 2:27

## Band
- Tony Sly - zang en gitaar
- Rory Koff - drums
- Robin Pfefer - gitaar
- Steve Papoutsis - basgitaar